# Société de Marie (Maristes)
La Société de Marie (S.M. — en latin : Societas Mariæ) est une congrégation religieuse de droit pontifical.
Née à Cerdon (France) sous l’impulsion de Jean-Claude Colin, la Société de Marie, composée de plusieurs branches (pères, frères, sœurs, tiers-ordre), a été reconnue par un bref apostolique le 29 avril 1836. Les maristes sont des religieux mais pas des moines ou des moniales.

## Les cinq branches maristes

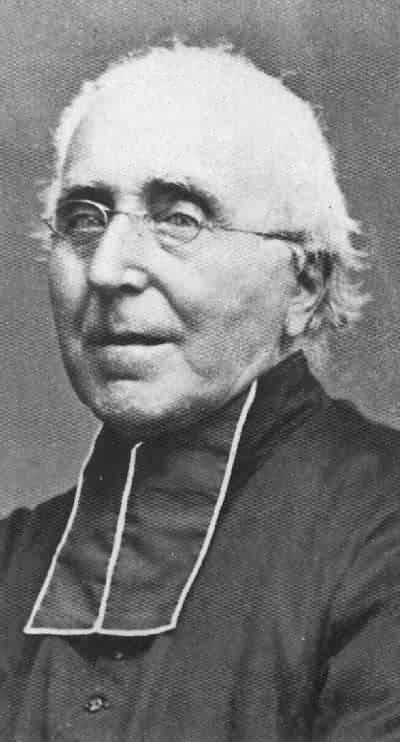
Jean-Claude Colin, fondateur de la Société de Marie.

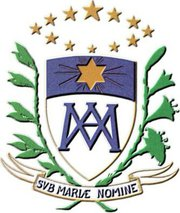
Blason originel de la Société de Marie, dessiné par Marcellin Champagnat.

La Société de Marie est une congrégation religieuse. Cette congrégation est composée de cinq branches indépendantes les unes des autres.

### Les pères maristes
La branche des pères maristes a été fondée par Jean-Claude Colin et approuvée par Rome le 29 avril 1836 (en même temps que la Société de Marie elle-même). Ce sont des religieux qui ont reçu l’ordination sacerdotale (à la fois religieux et prêtres). Les pères maristes vivent en communauté. Ils ont pour mission d’annoncer l’évangile et de célébrer les sacrements. Ils exercent leurs ministères de prêtre au sein des écoles maristes, de paroisses, des armées, des hôpitaux, etc. Le supérieur de pères maristes est également le supérieur de l’ensemble de la Société de Marie.

### Les frères maristes
La branche des frères maristes a été fondée le 2 janvier 1817 par Marcellin Champagnat. Elle a été intégrée à la Société de Marie le 22 avril 1842 et a été approuvée par Rome en 1863. Les frères maristes sont des religieux (mais ils ne sont pas prêtres, à la différence des pères maristes). Les frères maristes vivent en communauté. Ils ont pour mission l’aide et l’éducation de la jeunesse avec une intention particulière pour les enfants pauvres, marginalisés, ou délaissés. Ils travaillent essentiellement là où les situations économiques et sociales sont les plus difficiles (bidonvilles, orphelinats, quartiers défavorisés, centre de détention pour mineurs, etc).

### Les sœurs maristes
Les sœurs maristes ont été fondées par Jeanne-Marie Chavoin le 8 décembre 1824. Ce sont des religieuses contemplatives et apostoliques (animation paroissiale, distribution de la communion aux malades, catéchuménat, pastorale des jeunes, etc). Elles portent un voile bleu.

### Les sœurs missionnaires de la Société de Marie
Les sœurs missionnaires de la Société de Marie ont été établies par Marie-Françoise Perroton et approuvées par Rome le 30 décembre 1931. Ce sont des religieuses missionnaires. Leur mission est de « rester proches des gens dans la simplicité », de vivre et annoncer l’évangile par le service apostolique. Elles travaillent auprès des laissés pour compte, avec un souci particulier pour les femmes et les enfants. Elles portent un voile blanc et une médaille de l'Immaculée Conception.

### Le Tiers-Ordre de Marie
Le Tiers-Ordre de Marie est ouvert à tous : laïcs ou religieux, souhaitant travailler à leur avancement spirituel et s’associer à la Société de Marie. Fondé par Jean-Claude Colin, c’est cependant Pierre-Julien Eymard qui l’organise, le développe, rédige sa règle et obtient son approbation par Rome le 5 décembre 1850. Le tiers-ordre se veut une école de perfection. Le membre le plus connu du tiers ordre mariste est Jean-Marie Vianney qui l’a rejoint le 8 décembre 1846.

## Spiritualité mariste
Les maristes présentent leur spiritualité et leur façon de vivre à travers une série d’expressions, d’images et de symboles.
- « Inconnus et cachés » ou « inconnu et caché dans le monde » : est un appel à agir avec simplicité, modestie et humilité. L’attention porte sur la tâche plutôt que sur celui qui l’accomplit[5].
- « Les trois “non” maristes » :  « non » à la cupidité ; « non » à la fierté ; « non » au pouvoir, qui empêchent de faire connaitre l'Évangile de Jésus-Christ. Les maristes sont invités à suivre les traces de Marie en gardant les yeux fixés sur Dieu seul. De développer une liberté intérieure et de construire une communauté chrétienne qui a le visage de Marie[5].
- « Les trois violettes maristes : humilité, simplicité et modestie » : attitudes spirituelles. Les maristes doivent approcher tout le monde de la même manière qu’ils approchent de Dieu : « avec un tablier, une bassine et une serviette.  Pour aimer et servir »[6].
- « Marie dans l’église primitive » : les maristes pensent à Marie dans les commencements, au milieu du groupe des croyants, apportant beaucoup à la vie de l'Église, mais de manière discrète[1].
- « Compassion » : les maristes considèrent que la compassion doit s’exprimer dans des actes. Que c’est par le service compatissant que les gens verront les maristes sommes les disciples de Jésus et expérimenteront son amour.  Les maristes sont invités à devenir des « instruments de la miséricorde divine ». Pour cette raison, les maristes accueillent tout le monde[5].
- « Une Église mariale » : les maristes estiment que leur action doit « permettre à l’Église d’advenir » ; une Église au visage de femme, de mère et de disciple, manifestant le pardon et la compassion, une Église qui vive l’Évangile à la manière de Marie[1].
- La spiritualité mariste vise « à penser comme Marie, à juger, à sentir et à agir comme elle en toutes choses ».

## Fondation
D'après son fondateur, l'objectif de la congrégation  est d'« accroître la gloire de Dieu, et l'honneur de sa Très Sainte Mère », en évangélisant, par des formes multiples d'apostolat : retraites, éducation des enfants en ouvrant des collèges secondaires, en fondant des missions outre-mer, notamment en Océanie et en travaillant dans des paroisses pauvres.
Après son ordination, Jean-Claude Colin devient vicaire à Cerdon dont le curé est son frère Pierre. Il essaye de rédiger une première règle. Il aide Jeanne-Marie Chavoin (1786-1858) à fonder les Sœurs du Saint Nom de Marie, appelées plus tard Sœurs maristes. Marcellin Champagnat, devenu vicaire à La Valla-en-Gier, fonde quant à lui les Frères maristes des écoles, les deux premières vocations de frères étant installées le 2 janvier 1817.
Le  8 septembre 1831, la Société de Marie est  consacrée à la Vierge Marie.
La Société de Marie et les pères maristes reçoivent leur approbation officielle de Rome en 1836 pour accomplir leur ministère en France, mais avec la responsabilité particulière des nouveaux territoires qui venaient de s'ouvrir en Océanie.
En septembre 1836, vingt prêtres et un évêque se réunissent dans la ville de Belley et élisent Jean-Claude Colin, comme supérieur général de la Société de Marie (Maristes).
On les trouve aussi à Wallis-et-Futuna tel à Kolopelu dès le milieu des années 1850.
Au 31 décembre 2015, la congrégation comptait dans 202 maisons .Ils sont présents sur les cinq continents.
Le siège général de la congrégation se trouve à Rome.
À l'occasion du bicentenaire de la fondation de la congrégation, le pape François a exprimé sa « gratitude » pour cette « grande famille riche de témoins ».

### Historique de la constitution religieuse de la Société de Marie
Le 29 avril 1836 la Société de Marie et la branche des « pères maristes » sont simultanément approuvés par le pape Grégoire XVI. À l’occasion de cette approbation il est aussi approuvé une règle temporaire. Un nouveau document devant être soumis ultérieurement pour approbation définitive.
Le 22 avril 1842, est approuvé par les membres de la Société de Marie une nouvelle constitution préparée par Jean-Claude Colin. Mais, celle-ci est toujours considérée comme une ébauche devant être terminée ultérieurement. Le point essentiel de cette nouvelle constitution est l’intégration officielle des Frères maristes de Marcellin Champagnat à la Société de Marie.
Le 9 mai 1854, Jean-Claude Colin décide de démissionner du poste de Supérieur général de la Société de Marie en raison de la fatigue qu’il ressent et par son désir de se consacrer pleinement à la rédaction d’une constitution pour la Société de Marie et d’une règle pour la branche des pères maristes.
Le 10 mai 1854, Julien Favre est élu nouveau Supérieur général de la Société de Marie. Celui-ci constate que l’absence d’une constitution et d’une règle est un frein à l’accueil de nouveaux membres. Ceux-ci ne sachant pas exactement quelles règles s’appliqueront à eux dans le futur, hésitent ou refusent de rejoindre la Société. Il décide en tant que nouveau Supérieur général de doter au plus vite la Société d’une règle.
Le 2 février 1856, Julien Favre fait publier les « Règles fondamentales de la Société de Marie » et les présentes à Rome pour approbation. Le 15 juin 1860, Rome approuve ces Règles fondamentales pour une période d’essai de six ans. À l’issue de cette période les règles, modifiées et améliorées, devant être représentées. Compte tenu de cette approbation papale, Jean-Claude Colin s’estime relevé de sa mission de donner une constitution à la Société de Marie et cesse tout travail en ce sens. Cependant, plusieurs voix s’élèvent au sein de la Société pour contester ces règles fondamentales (qu’ils jugent s’éloigner de l’esprit de la Société) et la légitimité de Julien Favre de rédiger une règle (estimant que cette tâche incombe exclusivement à Jean-Claude Colin, fondateur de la Société).
Une procédure de révision des « Règles fondamentales » est demandée par Julien Favre et est confiée à Jean-Claude Colin. Avec l’approbation de Julien Favre, Jean-Claude Colin reprend son travail sur sa constitution de 1842 (il incorporera toutefois des éléments issus des Règles fondamentales et des remarques issues de la Commission de révision de la Société de Marie).
Le 8 décembre 1866, Jean-Claude Colin n’ayant pas fini la nouvelle Constitution, ni la règle pour les pères maristes, à l’issue de la période d’essai de six ans accordés par Rome, Julien Favre demande et obtient le renouvellement de la période d’essai pour six années supplémentaires.
Le 30 août 1870, Jean-Claude Colin a fini de rédiger la constitution et la règle des pères maristes. Il soumet celles-ci à l’approbation des membres de la Société. Ceux-ci approuvent unanimement cette nouvelle constitution et règle.
Le 18 novembre 1872 (à l’issue de la période d’essai de six ans accordés en 1866), la constitution et la règle de Jean-Claude Colin sont soumis à Rome pour approbation. La curie romaine constate le changement complet du texte approuvé en 1856 mais salue une rédaction « bien meilleure ».
Le 28 février 1873, le pape Pie IX approuve la constitution de Jean-Claude Colin et la règle des pères maristes.
La constitution religieuse adoptée le 28 février 1873, a été en partie modifiée à la suite du Concile Vatican II. Ces modifications ont été approuvées par Rome le 12 septembre 1987. C’est cette version de 1987 qui est actuellement en vigueur au sein de la Société de Marie.

## Abus sexuels
Selon une déclaration de la Société de Marie, le prêtre mariste Francis Durning (en), recteur du Collège St. Patrick (en) (Nouvelle-Zélande) dans les années 1950, a tenté d'abuser sexuellement d'un enfant. 
En 2004, Alan Woodcock, prêtre mariste professeur de musique et entraîneur de rugby, a été reconnu coupable d'agression sexuelle à l'encontre de onze enfants et condamné à sept ans d'emprisonnement,.

## Maristes célèbres
- Marcellin Champagnat, canonisé, fondateur des Frères maristes.
- Pierre Chanel, canonisé, saint patron de l’Océanie.
- Jeanne-Marie Chavoin, fondatrice des sœurs maristes.
- Moisés Cisneros, procès en canonisation ouvert en 2017, directeur d'une école mariste au Guatemala
- Jean-Claude Colin, vénérable, fondateur de la Société de Marie et de la branche des pères maristes.
- Laurentino Alonso Fuente et ses 44 compagnons, bienheureux, enseignants et éducateurs.
- Antoine Marie Garin, procès en canonisation ouvert en 2016, missionnaire.
- Andrew Kerin, fondateur du club de football Celtic FC.
- Joche Albert Ly (en), martyr, enseignant.
- Marie-Françoise Perroton, première pionnière des sœurs missionnaires de la Société de Marie.
- Jean-Baptiste Pompallier, premier vicaire apostolique de Nouvelle-Zélande.
- Gabriel Rivat, vénérable, premier supérieur général des Frères maristes.
- Basilio Rueda, procès en canonisation ouvert 2019.
- Pio Taofinu’u, premier évêque et cardinal polynésien.
- Henri Vergès, béatifié, un des dix-neuf martyrs d’Algérie.
- Jean-Marie Vianney, canonisé, saint patron des curés.

### Ancien mariste célèbre
- Pierre-Julien Eymard, canonisé, fondateur de la congrégation du Saint-Sacrement ; a rejoint la branche des pères maristes le 14 août 1839 et l'a quitté le 14 mai 1856 (pour poursuivre son projet de Congrégation du Saint-Sacrement).

## Supérieurs généraux de la Société de Marie
Jusqu’en 1961, les supérieurs généraux étaient élus a vie. À compter de 1961, ils sont élus pour une période de huit ans. Ils ne peuvent pas être reconduits à l’issue de leur mandat.
Liste des supérieurs généraux successifs de la Société de Marie : 
| Période     | Nom                                                                         |
| 1836 - 1854 | Jean-Claude Colin. Élu supérieur général à vie. Démissionne.                |
| 1854 - 1884 | Julien Favre. Élu supérieur général à vie. Démissionne.                     |
| 1884 - 1905 | Antoine Martin. Élu supérieur général à vie. Décédé en cours de mandat.     |
| 1905 - 1922 | Jean-Claude Raffin. Élu supérieur général à vie. Décédé en cours de mandat. |
| 1923 - 1947 | Ernest Rieu. Élu supérieur général à vie. Démissionne.                      |
| 1947 - 1961 | Alcime Cyr. Élu supérieur général a vie. Démissionne.                       |
| 1961 - 1969 | Joseph Buckley. Élu supérieur général pour huit ans.                        |
| 1969 - 1977 | Roger Dumortier. Élu supérieur général pour huit ans.                       |
| 1977 - 1985 | Bernard Ryan. Élu supérieur général pour huit ans.                          |
| 1985 - 1993 | John Jago. Élu supérieur général pour huit ans.                             |
| 1993 - 2001 | Joaquín Fernández. Élu supérieur général pour huit ans.                     |
| 2001 - 2009 | Jan Hulshof. Élu supérieur général pour huit ans.                           |
| 2009 - 2017 | John Hannan. Élu supérieur général pour huit ans.                           |
| 2017-       | John Larsen. Élu supérieur général pour huit ans.                           |